# Shosha Goren
Shosha Goren (hebreiska: שושה גורן), född 1943 i Bagdad i Irak, är en israelisk skådespelerska och komiker av irakisk-judisk härkomst.  Hon immigrerade till Israel 1951. Under ett besök i USA lämnade hon sitt arbete som lärare i hebreisk litteratur och språk för att istället satsa på en skådespelarkarriär vid Brooklyn College i New York. År 1980 återvände hon dock till Israel tillsammans med sin familj.
Goren spelade huvudrollen i den israeliska filmen Jellyfish från 2007 tillsammans med Sarah Adler.

## Privatliv
Goren är gift med Yitzhak Goren, en egyptisk-judisk författare och regissör. De har tre barn, tretton barnbarn och två barnbarnsbarn, och bor i Kfar Kisch.